# 中京私設警察事件
中京私設警察事件（ちゅうきょうしせつけいさつじけん）とは、1946年（昭和21年）8月に愛知県名古屋市千種区で発生した在日本朝鮮人連盟による逮捕監禁事件である。

## 事件の概要
1946年8月15日、在日本朝鮮人連盟中京支部から愛知県警察部千種警察署に、愛知県下で発生した強盗事件の「犯人」を引き渡すと連絡があり、朝鮮人連盟のメンバーが1人の男と「取調書」を携えて千種署にやってきた。
警察が早速その男を取り調べたところ、窃盗と詐欺は認めたものの、強盗については否認し続けた。朝鮮人連盟との関係について聞いたところ、千種区内の闇市で朝鮮人連盟のメンバーに取り押さえられ、その後支部に設けられた座敷牢に監禁され、拷問によって強盗犯と自白させられたと供述した。
朝鮮人連盟中京支部を家宅捜索したところ、供述どおりの「座敷牢」が発見されたため、支部副委員長ら幹部が逮捕監禁致傷容疑で検挙された。